# Hanging On by a Thread
| Recensione              | Giudizio |
| ----------------------- | -------- |
| Corezine.net            | [ 2 ]    |
| The Christian Manifesto | 3.25/5   |
| TheChristianRock20      | [ 4 ]    |
| ChristianMusicZine      | B-       |
| The Newreview           | [ 6 ]    |
| Alpha Omega News        | B+       |
| UltimateGuitar.com      | 8.7/10   |
| Jesusfreakhideout.com   | [ 9 ]    |
| RockTheCross.net        | [ 10 ]   |

Hanging On by a Thread è il secondo album in studio del gruppo christian rock statunitense The Letter Black. Pubblicato il 4 maggio 2010, è il primo album del gruppo ad essere pubblicato col nome The Letter Black e il primo a non essere pubblicato indipendentemente, grazie al contratto con la Tooth & Nail Records.

## Tracce
1. Fire with Fire – 3:06
2. Invisible – 3:20
3. Hanging on by a Thread – 3:03
4. Believe – 4:01
5. There'll Come a Day – 3:23
6. My Disease – 2:56
7. I'm Just Fine – 2:50
8. Best of Me – 3:46
9. All I Want – 3:21
10. Moving On – 3:39
11. More to This – 4:21
12. Care Too Much – 3:22
13. Wounded – 3:25

Tracce bonus dell'edizione deluxe
1. Useless Alibis – 3:04
2. Collapse – 3:37
3. While You're Away – 4:45
4. Away From Me – 3:37
5. Perfect – 4:03

## Classifiche
| Classifica       | Posizione massima |
| ---------------- | ----------------- |
| Billboard 200    | 183               |
| Christian Albums | 10                |